# Schloss Gutenstein

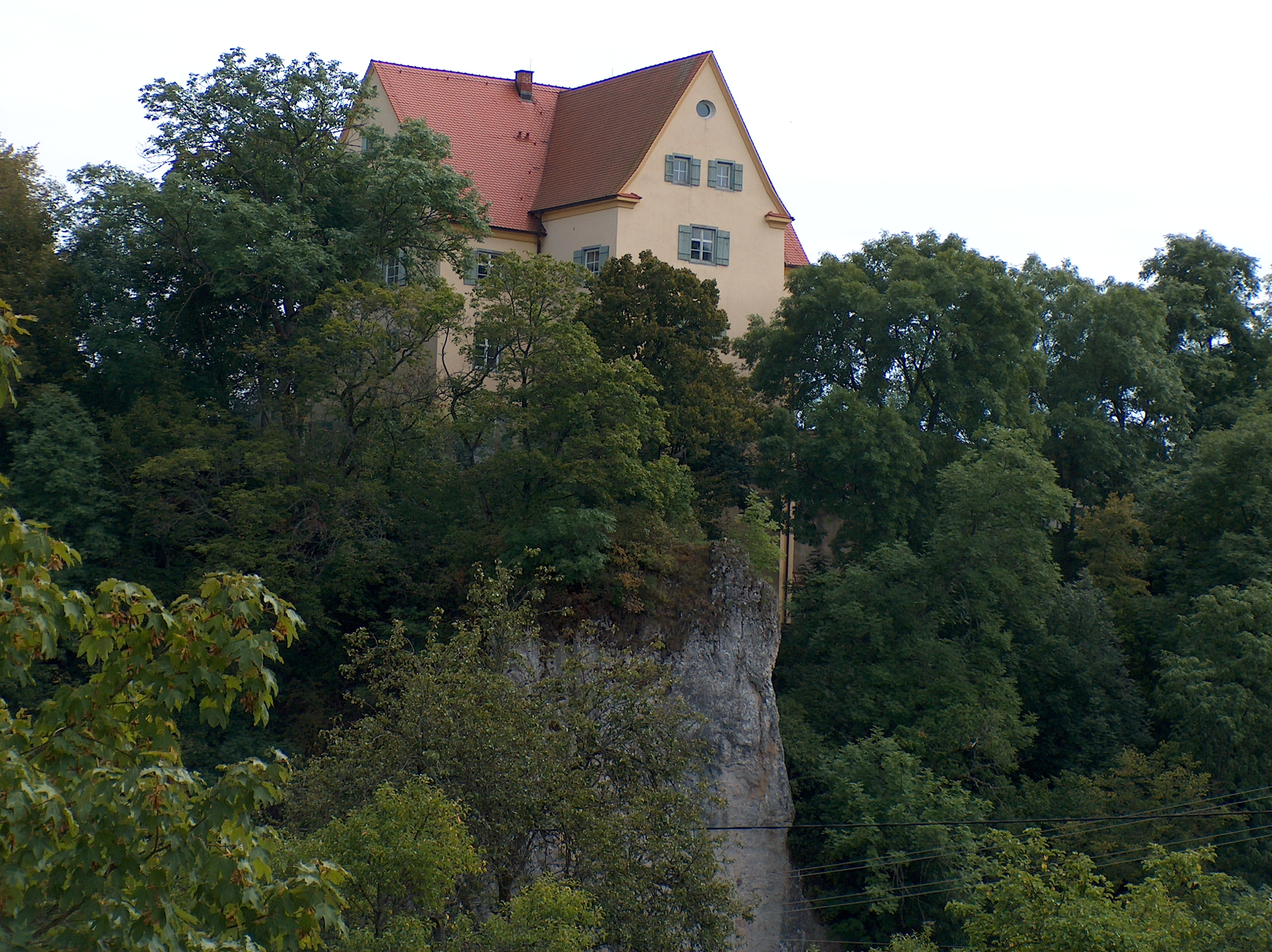
Blick von Westen auf das Schloss Gutenstein

Das Schloss Gutenstein ist eine Burganlage an der Donau über dem gleichnamigen Ort Gutenstein im Landkreis Sigmaringen (Baden-Württemberg).
Das Gebäude hat einen T-förmigen Grundriss mit drei Giebeln und ist ein dreistöckiger verputzter Kalksteinbau in Spornlage. Umfasst ist die Anlage mit einer rechteckigen Schlossmauer, an der Nordmauer befindet sich ein freistehender Rundturm. Ein heute verschütteter Schacht, der wohl zur Wasserversorgung und in Kriegszeiten zu weiteren Zwecken benutzt wurde, führte durch den Schlossfelsen zur Donau.

## Geschichte

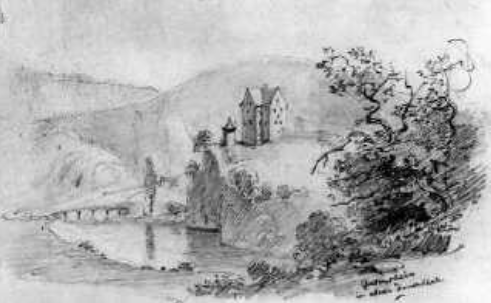
Schloss Gutenstein im oberen Donautal, Bleistiftzeichnung von General Eduard von Kallee um 1850

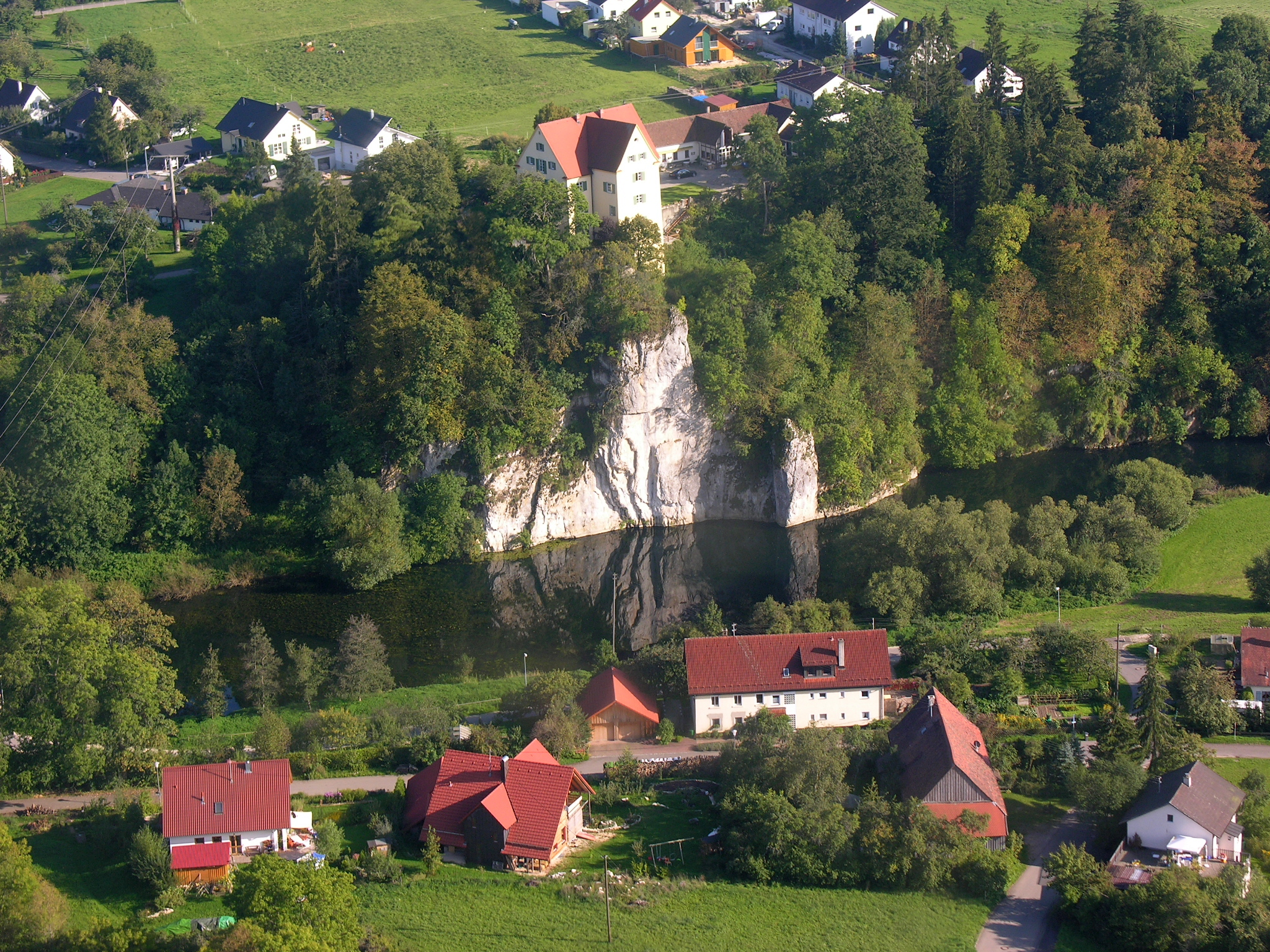
Nordansicht

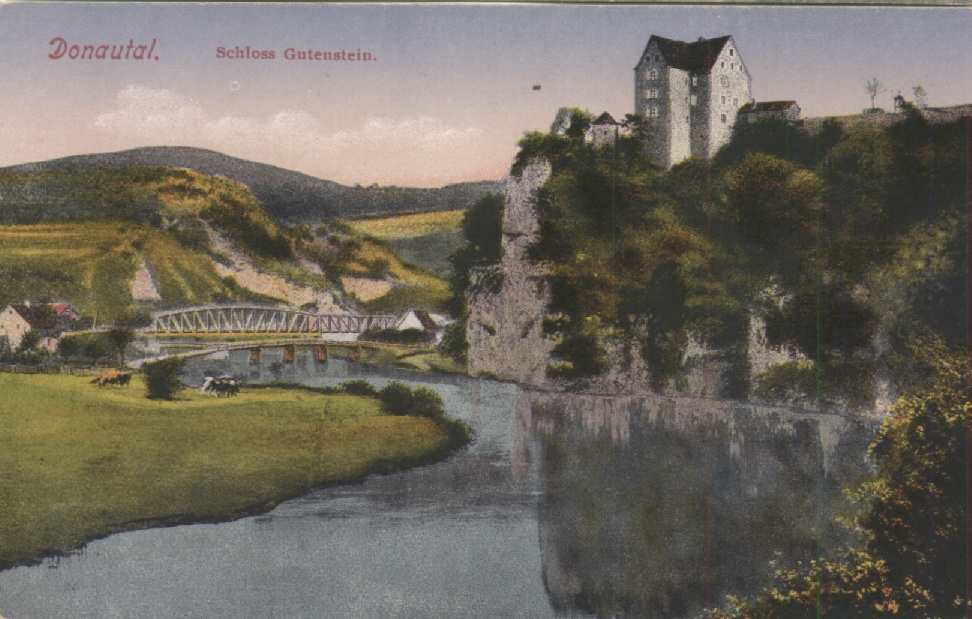
Schloss Gutenstein, Postkarte ca. 1900

Das Schloss Gutenstein wurde vermutlich im 16. Jahrhundert erbaut (urkundlich gesichert ab 1626) und Anfang des 18. Jahrhunderts im klassizistischen Stil von Franz Ludwig Schenk von Castell, dem so genannten „Malefizschenk“, umgebaut. 1834 wurde es auf Grund von Geldnöten an Ludwig von Langenstein verkauft, einen Sohn des badischen Großherzogs Ludwig I. Auf Erbwegen kam es 1872 an die Grafen von Douglas.
In dem Schloss entstand ein Obervogteiamt als Verwaltungszentrum für die Dörfer Gutenstein, Engelswies, Ablach und Altheim, die zur „Herrschaft Gutenstein“ vereinigt wurden. Das Gutensteiner Obervogteiamt bestand bis zum Übergang der Herrschaft an Baden im Gefolge des Pressburger Friedens 1806.
Das Schloss ist nicht zugänglich. 1978 wurde das baufällige Anwesen vom Hause Douglas an Manfred Klietmann veräußert. Dieser verkaufte das renovierte und restaurierte Schloss Ende 2005 mit rund 700 m² Wohnfläche und einem Grundstück von 12.000 m² an einen Privatmann aus Reutlingen.